# Агада, Уильям
Уильям «Уилли» Агада (англ. William "Willy" Agada; 17 сентября 1999, Баучи, Нигерия) — нигерийский футболист, нападающий клуба «Спортинг Канзас-Сити».

## Карьера
Агада начал свою профессиональную карьеру в израильском клубе «Хапоэль Катамон», выступавшем в Лиге Леумит. Свой дебютный сезон 2018/19 завершил с восемью голами в 30 матчах. В сезоне 2019/20 забил 15 голов в 36 матчах.
Летом 2020 года Агада был арендован клубом Израильской премьер-лиги «Хапоэль Хайфа» на один сезон с возможностью заключения постоянного контракта на три года. В сезоне 2020/21 провёл 25 матчей в чемпионате, забил шесть голов и отдал четыре результативные передачи.
После возвращения в бывший «Хапоэль Катамон», сменивший название на «Хапоэль Иерусалим», забил восемь голов в 31 матче сезона 2021/22 и помог клубу остаться в высшем дивизионе.
23 июня 2022 года было объявлено о переходе Агады в клуб MLS «Спортинг Канзас-Сити» после открытия трансферного окна 7 июля. Игрок подписал с клубом контракт до конца сезона 2023 с опциями продления на сезоны 2024 и 2025. В американской лиге дебютировал 23 июля в матче против «Лос-Анджелеса», выйдя на замену на 86-й минуте. 30 июля в матче против «Остина» забил свои первые голы в MLS, оформив дубль. В сезоне 2023 пропустил 3,5 месяца из-за перелома ноги.